# Jane Porter
Jane Porter (Durham, 17 de janeiro de 1776 — 24 de maio de 1850) foi uma dramaturga, romancista e novelista inglesa.
Dizem que ela costumava acordar às 4 horas para ler e escrever. Ainda criança, leu toda a Faerie Queene, de Edmund Spenser. Bela e alta, tinha um ar grave, o que lhe valeu o apelido de "A Pensativa", uma possível referência ao poema Il Penseroso, de John Milton. 
Quando morreu seu pai, a família mudou para Edimburgo, que era frequentemente visitada por Walter Scott. Algum tempo depois, nova mudança, desta vez para Londres, onde as irmãs conheceram várias mulheres literatas: Elizabeth Inchbald, Anna Laetitia Barbauld, Hannah More, Elizabeth Hamilton Gray e Mrs De Crespigny.
Sua obra Thaddeus of Warsaw (1803) é um dos primeiros exemplos de romances históricos e chegou a doze edições. Contava a história baseada em testemunhos, de refugiados poloneses na guerra da independência de 1790, e recebeu elogios do patriota Kosciusko.
The Scottish Chiefs (1810), romance sobre William Wallace, também foi um sucesso (a tradução para o francês foi proibida por Napoleão Bonaparte) e tornou-se popular entre as crianças da Escócia. 
Escreveu ainda muitos romances e duas peças. Nestas últimas, entretanto, não obteve o mesmo sucesso. Jane também contribuiu com vários periódicos.
Jane e Anna Maria Porter, que viveram em Londres e, mais tarde, em Surrey, eram irmãs do  pintor Sir Robert Ker Porter.

### Biografias de Jane Porter
- reformation.org
- encyclopedia.jrank.org Arquivado em 11 de dezembro de  2009, no Wayback Machine.
- knowledgerush.com
- indiana.edu
- british-fiction.cf.ac.uk